# Surkhi Parsa (huyện)
Surkhi Parsa là một huyện thuộc tỉnh Parvan, Afghanistan. Dân số thời điểm năm 1999 là 45,751 người.